# Świerże Górne (gromada)
Świerże Górne – dawna gromada, czyli najmniejsza jednostka podziału terytorialnego Polskiej Rzeczypospolitej Ludowej w latach 1954–1972.
Gromady, z gromadzkimi radami narodowymi (GRN) jako organami władzy najniższego stopnia na wsi, funkcjonowały od reformy reorganizującej administrację wiejską przeprowadzonej jesienią 1954 do momentu ich zniesienia z dniem 1 stycznia 1973, tym samym wypierając organizację gminną w latach 1954–1972.
Gromadę Świerże Górne siedzibą GRN w Świerżach Górnych utworzono – jako jedną z 8759 gromad na obszarze Polski – w powiecie kozienickim w woj. kieleckim, na mocy uchwały nr 13e/54 WRN w Kielcach z dnia 29 września 1954. W skład jednostki weszły obszary dotychczasowych gromad Chinów, Nowa Wieś, Świerże Górne i Antoniówka oraz kol. Kępa Bielańska z dotychczasowej gromady Kuźmy ze zniesionej gminy Świerże Górne w tymże powiecie. Dla gromady ustalono 19 członków gromadzkiej rady narodowej.
31 grudnia 1961 z gromady Świerże Górne wyłączono wsie Antoniówka Świerżowska i Antoniówka Wilczkowska oraz kolonię Rybakówka, włączając je do gromady Maciejowice w powiecie garwolińskim w woj. warszawskim; do gromady Świerże Górne przyłączono natomiast osadę miejską Ryczywół, wsie Selwanówka, Wola Chodkowska, Wilczkowice i Michałówka ze zniesionej gromady Ryczywół oraz wsie Holendry Piotrkowskie, Holendry Kuźmińskie, Kuźmy, Piotrkowice i Józefów oraz kolonię Majdany Piotrkowce ze zniesionej gromady Holendry Piotrkowskie w powiecie kozienickim w woj. kieleckim.
Gromada przetrwała do końca 1972 roku, czyli do kolejnej reformy gminnej.